# Полевая улица (Самара)
Полева́я у́лица (разг. — Полево́й спу́ск, Ни́жняя полева́я и Ве́рхняя полева́я) находится в Ленинском и Октябрьском районах городского округа Самара.
Начало берёт от Волжского проспекта (на набережной  в просторечии именуется Полевой спуск) и заканчивается на улице Мичурина и пересекается с улицами:
- Лесная
- Молодогвардейская
- Галактионовская
- Самарская (с одной стороны) и  Ново-Садовая с Площадью Сельского хозяйства (с другой стороны)
- Садовая
- Ленинская (с одной стороны) и проспект Ленина (с другой стороны)
- Пушкина
- Арцыбушевская

## История

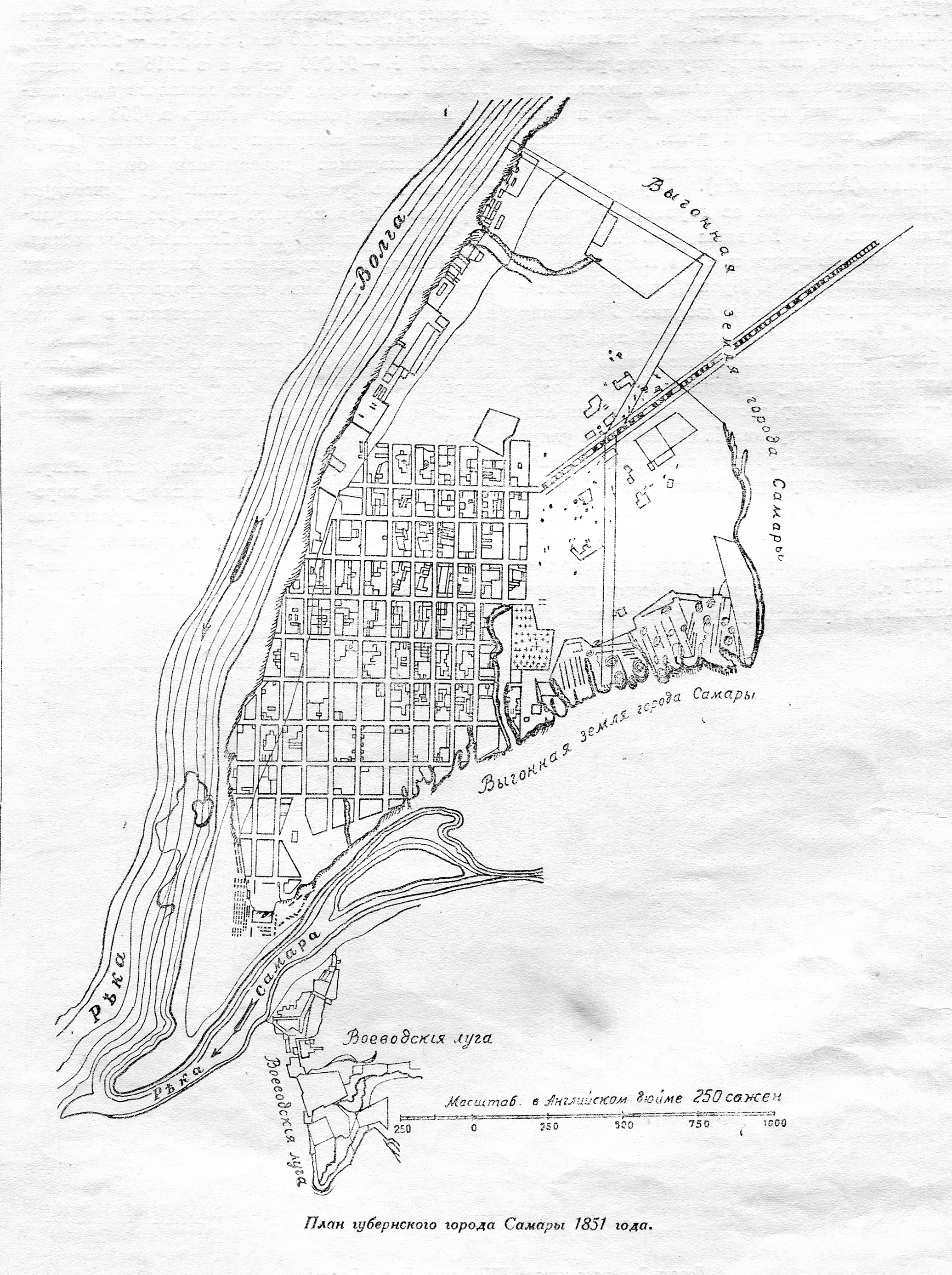
Карта Самары 1851 года

До середины XIX века на месте этой улицы были «выгонные земли города Самары».
Впервые эта улица появляется на плане расширения Самары 1852 года, где она отделяет город от Молоканского сада. На этом плане улица называется Полевой поперечной. Просто Полевой она станет в конце XIX — нач. XX веков. В начале улицы, у берега Волги, находились склады лесоматериалов и грузовые пристани.
Кожевенные заводы размещались вдоль Полевой улицы (от нынешних Молодогвардейской и до Галактионовской улиц) и обозначались ещё на карте города 1854—1857 годов. Стоки их загрязняли Волгу, и городская управа неоднократно обсуждала вопрос об их закрытии. Однако заводы сохранились до октябрьских событий 1917 года и лишь в советское время постепенно были снесены.
6 сентября (20 сентября) 1875 года в Самаре состоялось открытие Губернской земской больницы (сегодня это Городская клиническая больница № 1 имени Н. И. Пирогова). По тем временам это было передовое лечебное учреждение на 255 коек, размещенных в четырёх каменных и четырнадцати деревянных строениях. Открытая в 1867 году после вспышки холеры фельдшерская школа на 10 воспитанниц и школа повивальных бабок на 5 учениц были объединены в фельдшерско-акушерскую школу (сегодня это медицинский колледж имени Нины Дмитриевны Ляпиной). Первым старшим врачом губернской больницы был Антон Фёдорович Куле́ша. И улица стала называться Больничная.
До XX века улица Полевая была окраиной города Самары.

## Здания и сооружения
нечётная сторона (нумерация зданий от реки Волги)
- № 3 — жилой дом
- № 5 — Магистральные электрические сети Волги (филиал ПАО «Россети ФСК ЕЭС») (разг. — Летающая тарелка[10])
- № 7 — жилой дом
- № 15 — ресторан быстрого питания «Вкусно — и точка» — ранее ресторан «McDonald’s»
- № 43 — административное здание ПАО «Ростелеком» (изначально — Междугородняя телефонная станция)
- № 47 — административное здание
- № 65, 71 — жилой дом
- сквер Мичурина

чётная
- № 2 — жилой дом (перед домом «Яблоневый сквер»), в котором проживал Иосиф Машбиц-Веров[11]
- № 4 — Главное следственное управление при ГУВД по Самарской области (бывшая гостиница «Театральная»)
- № 50 — жилой дом
- Дворец бракосочетания (разг. — Дворец торжеств «Теремок»[12]). Здание фасадом выходит на улицу Полевую (на «Семейную аллею»), а служебным входом на ул. Молодогвардейская (дом 238). Годы постройки: 1973—1983, архитекторы: Алексей Герасимов, Ваган Каркарьян. Проект Дворца бракосочетаний получил диплом II степени на Всероссийском конкурсе лучших архитектурных произведений в 1984 году[13]
- № 52, 54, 68 — жилой дом
- № 74 — Самарский медико-технический лицей (ранее — межшкольный учебно-производственный комбинат)
- № 80—84 (№ 80 (литеры А—Ж), № 82, 84 (литеры А—Г) — «Городская клиническая больница № 1 имени Н.И. Пирогова» (с отделениями), «Самарский медицинский колледж им. Н. Ляпиной»
- № 86, 88 (Культурно-жилищный комбинат Самарской городской железной дороги) — жилой дом

памятники
- В 2014 году на Полевом спуске установлена скульптура основателю города – воеводе Григория Засекина[4]
- В 2017 году между домами № 54 и 68 появился памятник-фонтан «Древо жизни» в честь 130-летия самарского водопровода[5]

## Интересные факты
Хотя протяжённость улицы всего полтора километра, самарцы говорят: «Верхняя полевая», когда имеют в виду район между улицами Мичурина и Садовой, и «Нижняя полевая», когда имеют в виду начало улицы — район от набережной до Садовой.

## Транспорт
Маршрутка
• маршрут 46
Автобус
- маршруты 2, 24, 34, 41;

Трамвай
- В июне 1913 года начались работы на строительстве вагонного парка на углу улиц Полевой и Соловьиной (Мичурина). В апреле 1914 года на улице Полевой были уложены пути. 13 ноября (26 ноября) 1914 года по улице Полевой прошёл первый пробный самарский трамвай[14]. Сейчас по Полевой проходят трамвайные маршруты 3, 4, 5, 15, 18, 20, 20к, 22, 23;

Троллейбус
- На пересечении Полевой с улицей Мичурина проходят троллейбусные маршруты 4, 15.[15]

Метро
- Под улицей Полевой проложена ветка метро между станциями «Алабинская» и «Театральная»[16].

Воздушный транспорт
- В 1980—1990 годах с Полевого спуска осуществлялась зимняя вертолётная переправа в село Рождествено[17].

## Источник
Примечания
1. ↑  Полевой спуск. rock63.ru (11 января 2023). Дата обращения: 11 января 2023. Архивировано 12 января 2023 года.
2. ↑  Анна Турова. В Самаре планируют оборудовать купель на Полевом спуске. samru.ru. Сетевое издание "СамРУ.ру" (26 мая 2022). Дата обращения: 11 января 2023. Архивировано 12 января 2023 года.
3. ↑  На набережной Самары 30 мая состоится фестиваль ансамблей песни и пляски ВС РФ. sgpress.ru. Самарская газета (11 января 2022). Дата обращения: 11 января 2023. Архивировано 12 января 2023 года.
4. 1 2  Скульптуру основателя Самары князя Засекина подняли на постамент. Монумент готовят к открытию на Полевом спуске городской набережной. niasam.ru. СМИ "Независимое Информационное Агентство Самара" (11 сентября 2014). Дата обращения: 11 января 2023. Архивировано 12 января 2023 года.
5. 1 2 3  Андрей Артёмов. 11 главных достопримечательностей улицы Полевой: «Теремок», «Летающая тарелка», Пироговка и первый «Макдоналдс» (22 сентября 2020). Дата обращения: 6 января 2023. Архивировано 24 октября 2020 года.
6. ↑  Михаил Матвеев. Монастырская земля. Архивная копия от 2 мая 2014 на Wayback Machine Газета «Вестник Октябрьского района», октябрь 2006 года
7. ↑  История больницы. Городская клиническая больница № 1 имени Н. И. Пирогова. Дата обращения: 16 января 2012. Архивировано 12 ноября 2011 года.
8. ↑  ГОУ СПО Самарский медицинский колледж им. Нины Ляпиной. Дата обращения: 16 января 2012. Архивировано 5 мая 2012 года.
9. ↑  Старые и новые названия улиц - Старая Самара в открытках и фотографиях. oldsamara.samgtu.ru (11 января 2023). Дата обращения: 11 января 2023. Архивировано 15 сентября 2019 года.
10. 1 2  Илья Сульдин. Вниз по Полевой. Околица, ставшая центром. sgpress.ru. Самарская газета (19 февраля 2017). Дата обращения: 6 января 2023. Архивировано 7 января 2023 года.
11. ↑  Вниз по Полевой. Околица, ставшая центром. sgpress.ru. Самарская газета (19 февраля 2017). Дата обращения: 11 января 2023. Архивировано 7 января 2023 года.
12. ↑  В Самаре начнет работу легендарный «теремок». 63.ru. Сетевое издание «63.ру» (7 июля 2009). Дата обращения: 11 января 2023. Архивировано 12 января 2023 года.
13. ↑  Армен Арутюнов. Советский храм и летающая тарелка: Гид по самарскому модернизму. Архивная копия от 10 мая 2017 на Wayback Machine Strelka Magazine
14. ↑  Самаратранс.info. Самарский трамвай: история Архивная копия от 29 апреля 2020 на Wayback Machine и по материалам книги «Самарский трамвай. 90 лет»
15. ↑  Самаратранс.info: Самара троллейбус маршруты — Общественный транспорт Самарской области. Дата обращения: 3 апреля 2022. Архивировано 10 марта 2022 года.
16. ↑  Марат Хуснуллин: В Самаре приступили к строительству станции метро на средства инфраструктурных бюджетных кредитов. government.ru. сайт Правительство России (30 августа 2022). Дата обращения: 11 января 2023. Архивировано 12 января 2023 года.
17. ↑  Самара 10 лет назад. seleste-rusa.livejournal.com. Живой Журнал (7 февраля 2011). Дата обращения: 11 января 2023. Архивировано 12 января 2023 года.

Литература
- Виталий Самогоров, Валентин Пастушенко, Олег Фёдоров, Виталий Стадников. Космический Куйбышев. — Самара: «Tatlin», 2016. — 208 с. — ISBN 978-5-00075-057-5.
- Глеб Алексушин. История самарского края для экскурсоводов. — Самара: АНО «ИА ВВС» и АНО «Ретроспектива, 2006.